# Exphora succinae
Exphora succinae är en insektsart som beskrevs av Victor Lallemand 1950. Exphora succinae ingår i släktet Exphora och familjen Nogodinidae. Inga underarter finns listade i Catalogue of Life.